# Miguel Abad Miró
Miguel Abad Miró (Alcoy 1912-Alcoy, 1994) fue un pintor y arquitecto español, profesor de la Escuela de Arquitectura de Sevilla y decano del entonces 'Colegio de Arquitectos de Andalucía occidental y Badajoz'. Fue amigo del poeta Miguel Hernández fuera y dentro de la prisión.

## Biografía
Nacido el 28 de junio de 1912 en la localidad alicantina de Alcoy. Liberal y burgués de principios del siglo XX, hijo del médico Miguel Abad Tormo y de María Concepción Miró Moltó, era nieto de un industrial del textil. Durante sus estudios primarios asistió a los Maristas de Alcoy y secundarios en una academia con reválida en el Instituto de Alicante.

### Comienzos
El ambiente familiar cultural en el que creció, era sobrino de Lorenzo Casanova Ruiz (1900†), lo marcó desde la adolescencia, y las artes plásticas desbordaron al joven Miguel. Al igual que otro tío suyo Gabriel Miró, abogado y periodista que pasó a la posteridad por su trabajo literario, tuvo vocación y profesión separadamente. El joven Miguel recibió lecciones de dibujo en la Escuela Industrial y desde los 14 años con el pintor Julio Pascual Espinós donde obtuvo la maestría en el manejo del lápiz, el pincel y el tiralíneas, mostrándolo en «El abanico con flores» (1927-1928). En 1930, participó en una exposición de estudiantes de la Federación Universitaria Escolar (F.U.E.) en Alcoy con «Un interior del Mas de la Canal». Después trabajó en retratos como «abuelo Miguel», «Juan Masiá» (1930), y «Señora de Torras» (1931), además de «El Teularet»; indudablemente la influencia de su tío Casanova era apreciable, pero también mostraba sus ganas de explorar otros estilos.
Un año después de la proclamación de la Segunda República Española, se fue a estudiar a la Escuela Técnica Superior de Arquitectura de Madrid, habiendo pasado antes por la academia del hijo de Fernando Cabrera Cantó, consumado pintor también y con el mismo nombre. En Madrid durante esos convulsos años asistió a lecciones de pintura en el Círculo de Bellas Artes y conoció la pintura de Daniel Vázquez Díaz y de Pablo Picasso; además encontró tiempo para contactar con estudiantes del antiguo F.U.E. y otros grupos republicanos de izquierda, de entre los que conoció a su futuro cuñado Fernando Tudela Goig, a un hijo de Luis Bello y al entonces fotógrafo Manuel LLácer González. En esa época pintó paisajes alcoyanos, composiciones o retratos: «Puente de Buidaolí», «Naturaleza muerta de las cebollas» (1932), «Gregorio Casasempere» (1933), «Naturaleza de los cántaros» (1934), a su madre «María Miró» (1933-35)... 

### Guerra civil
En el verano de 1936, finalizado el 4º curso, se encontraba en la finca familiar «Villa María» en el paraje alcoyano de Serelles, cuando estalló la Guerra Civil Española y no regresó a Madrid. Simpatizante, pero no militante, del Partido Comunista de España (PCE), colaboró tanto con Joaquín Arjona Vallet como con Tomás Ferrándiz Llopis en el periódico mural Venceremos. En el comienzo de 1937, por haber sido movilizado por el gobierno del Frente Popular para el Ejército Popular de la República, fue a Alicante y, aunque inútil por ser miope, sí fue declarado apto para servicios auxiliares y adscrito al C.R.I.M. del ‘Batallón de Retaguardia de Alicante’. Una vez establecido, gracias a sus actividades de propaganda en Altavoz del Frente que había hecho en Alcoy, pudo contactar con los pintores Melchor Aracil Gallego y Gaston Castelló, y acceder al Ateneo alicantino (en aquellos tiempos instalado en el palacio del marqués del Bosch) donde conoció al escultor Daniel Bañuls Martínez, a Eduardo Irles, a los músicos José Juan Pérez, Rafael Rodríguez Albert y al abogado y cineasta amateur José Ramón Clemente Torregrosa. Además su pertenencia a la Alianza de Intelectuales Antifascistas le permitió conocer al secretario del Ateneo, el periodista Antonio Blanca Pérez, director de la revista del PCE Nuestra Bandera, y comenzó a colaborar como ilustrador bajo la dirección suya y de Emilio Delgado; también lo hicieron el catedrático de Dibujo del Instituto de Secundaria Ricardo Fuente Alcocer, Antonio Oliver y otros. A petición del comité provincial del Socorro Rojo Internacional, se editó el libro “Versos en la guerra” compuesto de poemas de diferentes autores y sus correspondientes ilustraciones; junto con Manuel González Santana, M. Rodríguez, M. Aracil y T. Ferrándiz, Abad Miró colaboró dibujando una alegoría para “Las manos” de Miguel Hernández; el libro fue publicado al año siguiente (1938). Poco después del verano, conoció a Miguel Hernández, recién llegado de la Unión Soviética (URSS), en plena calle vestido de soldado y acompañado de Antonio Blanca. El poeta lo felicitó por su ilustración alegórica, la conversación se alargó y se forjó una admiración mutua. En casa de Blanca se reunían para hablar de política, de literatura, de música, pintura... cuando uno de aquellos días, mientras estaban reunidos el ilustrador y pintor Eusebio Oca Pérez, el músico Rodríguez Albert, Abad Miró y el anfitrión escuchando declamar al poeta parte del libro “El rayo que no cesa” (del que hizo la principal ilustración)) tuvieron que parar por el ruido ensordecedor de un bombardeo en el puerto de Alicante -era el otoño de 1937 y todavía no había llegado el bombardeo del mercado central de Alicante-. Estas veladas se repitieron hasta que el poeta no volvió a regresar del frente. El horror de la guerra apareció en la retaguardia alicantina y Abad Miró plasma la dolorosa impresión que todo eso le causaba, con dibujos como «Caen bombas», «Herido», «Niña muerta», «Después»...o incluso «Fusilado» todos ellos de 1938, dibujos en los cuales se expresó de una manera muy dramática y goyesca.

### Dictadura franquista
Finalizada la guerra civil, en primavera de 1939, para Abad Miró fue imposible conseguir pasaje en un barco para huir y estuvo escondido por un tiempo en casa de su difunto tío Lorenzo Casanova, en la avenida del Doctor Gadea, con su hermana Marisa y su cuñado Fernando Tudela, capitán mutilado del bando republicano, que fue ayudante durante la contienda de Enrique Líster, y había estudiado también Arquitectura. Instaurado el franquismo, continuó con la pintura y trabajó como delineante en el estudio colectivo que habían constituido los principales arquitectos vivos de Alicante, especialmente con Juan Vidal Ramos —amigo de Gabriel Miró— con quien participó en la reconstrucción del altar mayor de la iglesia del Monasterio de la Santa Faz (Alicante) y después como pintor, con R. Fuente, en «La Verónica» (1941) y otros lienzos, debido a que todo el monasterio había sido una Checa durante la Guerra civil y el interior estaba destrozado. Con el arquitecto Miguel López González trabajó en el monumento conocido actualmente como la «Cruz de los Caídos» y en otros proyectos como el establecimiento del conocido fotógrafo alicantino Francisco Sánchez (al que haría un retrato), hasta su primer encarcelamiento. Abad Miró fue delatado por falangistas alcoyanos e ingresó en el Reformatorio de Adultos alicantino, pero tuvo la suerte de que uno de los miembros del órgano judicial militar del bando nacional en Alicante, denominado ‘Auditoría de Guerra del Ejército de Ocupación’, era el teniente auditor del Cuerpo Jurídico de la Armada Fernando González-Regalado y Togores casado con Rosa Maignon Maluenda, hermana de Clemencia Maignon, viuda de Gabriel Miró. Esos meses Abad Miró dibujó para el niño de Eusebio Oca en un cuadernillo de regalo bajo el título de “Felicidades, Julito”, junto con otros amigos también presos: el poeta José Mª Lobregad Andrés, J. Juan, G. Castelló, M. Aracil, V. Olcina y R. Fuente. También a Ricardito, el hijo de Fuente, haría un regalo «Madre con hijo y dos mujeres», a quien retrataría junto al resto de los compañeros de celda.
Tras ser juzgado en Consejo de guerra y declarado inocente, Abad Miró salió en libertad en 1940 y trabajó para Miguel López, quien había vuelto a abrir su propio estudio en el edificio La Adriática de Alicante, proyectado por el mismo en 1935. Abad Miró tuvo un periodo de tiempo más estable, en el estudio de López y también trabajando como fotógrafo, ganado dinero para formar una familia con María del Carmen Lobregad Andrés (Mari). Un buen día de abril de 1941 conoció a Josefina Manresa que había ido con su hijo para hacerse un retrato y a partir de ese momento se creó un lazo de amistad que duraría años; incluso Abad Miró le ayudaba económicamente. Las fotografías de ellas las tomó en la plaza de Navarro Rodrigo del barrio de Benalúa (Alicante): el niño del poeta con su madre y su tía Elvira Manresa; por esas fechas pintó «Mujeres» (1941-42). 
Con el inicio de febrero de 1942, Josefina apareció por su oficina con malas noticias: Miguel Hernández tenía tuberculosis y se había producido un derrame pleural. Abad Miró contactó con el médico Antonio Barbero Carnicero especialista en pulmón y corazón, el cual pertenecía a un grupo de médicos que habían encargado el proyecto de un sanatorio particular antes de la guerra a M. López. El citado Barbero, además, era el director del Dispensario Antituberculoso de Alicante ubicado entonces en el contiguo barrio de Benalúa y, con el permiso del médico Pérez Miralles, jefe de la Enfermería del Reformatorio, ingresó  al poeta, acompañado de su familia y la escolta militar, en el Dispensario. Después de la intervención, Antonio Barbero recomendó trasladar al poeta al Hospital Antituberculoso «Porta Coeli» en la provincia de Valencia, pero semanas después Abad Miró contactó de nuevo con Barbero porque el poeta había empeorado y como su situación no permitía ingresarlo de nuevo al dispensario, Barbero acordó con Abad Miró ponerse en contacto con el médico Alfonso de Miguel, radiólogo propietario del único aparato de Rayos X portátil de la provincia de Alicante a quien el grupo de Abad Miró contrató. Accedieron Barbero y A. De Miguel al Reformatorio, donde en la enfermería, De Miguel le hizo las placas radiográficas confirmando con su diagnóstico la sospecha de Barbero, quien intervino al poeta nuevamente. 
La solicitud del permiso para trasladar al poeta al Hospital de «Porta Coeli» se cursó telegráficamente el 17 de marzo al director general de Prisiones y la respuesta afirmativa llegó al Reformatorio el 21, desgraciadamente muy tarde pues el enfermo había empeorado más y en la madrugada del 28 de marzo de 1942 falleció el poeta universal. Eusebio Oca, también ingresado en la enfermería del Reformatorio, le hizo un retrato al rostro de Miguel Hernández amortajado y confirmó la otra enfermedad del poeta. Al día siguiente esperaban en la puerta del Reformatorio la viuda Josefina y Elvira Manresa con su hermano Vicente Hernández escoltados por Ricardo Fuente y Abad Miró. El grupo acompañó el ataúd con los restos mortales del poeta, en una tartana. En el cementerio de Alicante había seis personas más del círculo íntimo, entre ellos Gabriel Sijé -Justino Marín Gutiérrez- hermano de Ramón Sijé (1935†) y Eladio Belda, quien donó el dinero para la concesión del nicho 1009 hasta diez años. Antes de introducirlo en el nicho abrieron el ataúd que había comprado Abad Miró para que Josefina pudiera decirle adiós y comprobar que lo habían acomodado correctamente. Después de tapar el nicho con la lápida, Abad Miró escribió el nombre del poeta con una caligrafía muy particular que años después usó en la portada del último libro del español universal, y además pagó la lápida. Abad Miró años después dibujó de memoria al poeta tal cual lo vio dentro del ataúd, amortajado y vestido con traje de chaqueta: «Esbozo para un recuerdo de Miguel Hernández muerto». 
Meses después, unos comentarios burlones  hechos “en sociedad” por parte de su jefe, López, sobre el gobernador civil José María Paternina Iturriagagoitia, tuvieron consecuencias muy desagradables para Abad Miró, pues erróneamente, en julio de 1942, fue ingresado en el calabozo que había en los sótanos de la Diputación Provincial de Alicante (buscaban a López), después volvió al Reformatorio y desde allí fue trasladado a Madrid a la llamada Cárcel de Porlier, a disposición del Tribunal Especial para la Represión de la Masonería y el Comunismo, donde dibujó esbozos para ocuparse mentalmente y poder sobrevivir. Más de tres meses después, fue puesto en libertad; de aquí nacieron algunos de sus dibujos y pinturas, y comenzó a usar la ventana como elemento en su lenguaje simbólico («Una mujer en la ventana»). De nuevo en Alicante, continuó su trabajo con Miguel López, muy especialmente el edificio «CODESA» en la calle Navas, los «Almacenes el Aguila» en la Rambla, el edificio para el Instituto de Salud Pública, la nueva plaza del Ayuntamiento alicantino a causa de la explosión de la Armería El Gato y en el «Sanatorio Perpetuo Socorro», frente a la pinada del Benacantil, para el cual pintó «La Madre de Dios» para a la capilla, además de otras pinturas como «Les Terrasses» (1943); más tarde para la Archicofradía con la misma advocación del “Perpetuo Socorro” de Almoradí la pintó de nuevo en tabla. Hizo retratos de su novia, de sus amigos: Gastón Castelló, Melchor Aracil, Fuente, Daniel Bañuls, Rafael Rodríguez Albert y también autorretratos, y por primera vez expuso en Alicante para la Hoguera de Alfonso El Sabio, también participó en concursos y, en el año 1944, obtuvo la 1ª Medalla de la I Exposición Provincial de Bellas Artes, organizada por la Diputación alicantina con la «Caja de Ahorros del Sudeste de España» (que se convirtió en uno de sus mejores clientes). En esos años pintó «Familia de pescadores», «Pescador con niño» (adquirido tiempo después por el Real Club de Regatas de Alicante), «Un apunte del Castillo de Santa Bárbara»... En 1946, se casó con Mari Lobregad Andrés, la persona que mejor lo entendió, y participó en la II Exposición Provincial de Bellas Artes donde obtuvo la 2ª Medalla compartida con Adelardo Parrilla; después de un tiempo prudencial terminó «Figura femenina sentada» (1940-49) y pintó «La Sagrada Familia» (1949) para la Caja, o «La Condomina» (1950).
Al comienzo de los años 1950, volvió con Mari a Madrid para finalizar sus estudios y ampliar horizontes, pero antes de partir recibió un homenaje-despedida organizada por sus amigos  Ángel Codina, M. Aracil, Luis Torras, G. Castelló, J. Juan, Joaquín León, F. Armengot, Manuel Molina y Vicente Ramos Pérez. El matrimonio se estableció en el mismo edificio de la calle Écija donde vivían su hermana Marisa y su cuñado Fernando Tudela, todos antiguos amigos de Miguel Hernández. Abad Miró comenzó «Dos figuras de mujer con niño» (1950-55), diseñó la portada y recibió colaboración de R. Fuente, para un libro póstumo de Miguel Hernández “Seis poemas inéditos y nueve más” y se matriculó para finalizar la Licenciatura (con el plan de estudios anterior al vigente en aquel momento) mientras trabajaba en el estudio de arquitectura de su cuñado; hay diversos dibujos de Mari y de su hijo Miguelín. Es sabido que en 1952 sus primas segundas  hijas de Gabriel Miró inauguraron en Polop «La casita del Sigüenza», el chalet con el que soñaba su padre y que Abad Miró había proyectado siendo estudiante. En 1960, se trasladó con su familia a Sevilla donde bajo la dirección del rector de la Universidad de Sevilla, José Hernández Díaz, se fundó la Escuela Técnica Superior de Arquitectura de Sevilla con el grupo de Alberto Balbontín de Orta, y Tudela y él iniciaron una nueva vida como profesores universitarios pues participaron en sendos concursos celebrados para crear las plantillas de las escuelas técnicas, en el que Abad Miró se convirtió en profesor "encargado de Cátedra" de Dibujo arquitectónico y su cuñado profesor "encargado de Cátedra" de Matemáticas en la Escuela Técnica Superior de Ingeniería (Universidad de Sevilla). Todos residieron en la avenida de Reina Mercedes, donde en los bajos del edificio sus cuñados abrieron «R M» la primera librería especializada en Arquitectura de toda España. Mientras Abad Miró obtuvo el Doctorado (1966) y proyectó edificios dentro del estilo racionlista en el barrio de los Remedios de Sevilla y en el polígono industrial en el valle del Guadalhorce, además de hoteles, interiores de viviendas, tiendas y comercios, solo o asociado con su cuñado y con A. Wespi Schneider. También son los años de «Saltimbanquis» (1967), «Héctor» y «El perro de Villa María» (1968), «La máquina de Candela», «Pareja», «Campesinos marineros» y «Niña con castañuelas» (1969); «Palomo», «Fiesta de niños» y «Julia» (1970); «Amantes con violencia» (1971) y «Florero de espliego» (1972). 
En 1973, fue elegido decano del Colegio de Arquitectos de Andalucía Occidental y Badajoz, el año del «Dormitorio de Porlier» pero también pintó «Sangre de Poeta» y el «Hombre acecha» en 1975 adquirido por el Museo de Arte Contemporáneo de Villafamés y «Nacimiento de Eva».

### Democracia
Organizado por el escultor-ceramista Arcadio Blasco participó en una carpeta, junto a Fuentes, con  litografías numeradas y firmadas como “Homenaje de los pueblos de España a Miguel Hernández” (1976) con Rafael Canogar, Juan Genovés, Ricardo Zamorano, Joana Francés, Amadeo Gabino, Salvador Soria, José Vento Ruiz... expuesta en la «Galería Ágora» de Madrid y en «Ariza» de Bilbao hasta 1977. Aquel año finalizó «Nocturno de caballos» y «Estudio antiguo».
Con su  jubilación, en 1978, regresó a la provincia de Alicante, sobre todo a Alcoy pero también a El Campello y Alicante, pintó «La dormida» y expuso por fin 49 obras en la «Galería Rembrant» de Alicante en una antología sobre él y participó en la Muestra de los Fondos de Arte de la «Caja de Ahorros de Alicante y Murcia» CAAM (sucesora de la de Ahorros del Sudeste de España); durante esos años (1979 a 1983) José Ramón Clemente realizó una colección de audiovisuales filmados en super-8 para el antecesor del actual Instituto Alicantino de Cultura Juan Gil-Albert, como protagonistas —además de Abad Miró— a Manuel Baeza, Vicente Bañuls y su hijo Daniel Bañuls Martínez, Gastón Castelló, José Antonio Cía, M. González Santana, Polín Laporta, Sixto Marco, Enrique Lledó, José Pérez Gil, Francisco Pérez Pizarro, Ruiz Morante y Emilio Varela Isabel. En 1980, la CAAM organizó un monográfico de Abad Miró con 122 obras en la Sala de Exposiciones de la Caja en Alcoy y, dado el interés que su trabajo había despertado, se fueron sucediendo exposiciones con su participación en el País Valenciano. Él continuó pintando: «Desnudo de ida y vuelta» (1980) «Homenaje a Miguel Hernández», «La nube», «Desnudo con almendro en flor» y otro autorretrato (1982) muy especial: esta vez pleno de colorido con una ventana y en medio de la calle con farolas, y el paisaje de detrás mostrando lo muy interiorizado que tenía las descripciones de su tío Gabriel; «Ramón el pastor» (1973-84), «Abanico para Marga» (1984) «Tiempos de Paz» (1986). Después expuso de nuevo en dos colectivas, por ocasión del XVII centenario del martirio de San Jorge -patrón de Alcoy- y en la segunda fue con «Sant Jordi d'Alcoi» (1990) encargado por la asociación del mismo nombre en la muestra promovida por el ‘Centro Cultural de Alcoy’ en colaboración con la «Caja de Ahorros Provincial de Alicante» (CAPA) de la Diputación. El año siguiente sería «Fauna y Nínfas» (1991) y, en 1992, se conmemoraron los 50 años desde la muerte del poeta con un Congreso Internacional sobre su obra literaria, y dentro de las actividades programadas por la Comisión Organizadora del Homenaje a Miguel Hernández, la Exposición 50x50, Miguel Hernández en Elche (1992), dirigida por Arcadio Blasco: 50 pintores contemporáneos, 50 años de la muerte del poeta y 50 centímetros por 50, el formato de los lienzos, en el Museo de Arte Contemporáneo de Elche, Alicante y Orihuela. Cada obra fue completada por el verso en el que se inspiró y Abad Miró escogió uno del poemario “El Hombre acecha” (1938-39), bajo el patrocinio de Caja Mediterráneo (sucesora de la CAAM y de la CAPA).
Falleció el  9 de marzo de 1994 con el reconocimiento de toda la gente que pudo disfrutar de su compañía, del profesor y del pintor, el mismo año que se constituyó la «Fundación Cultural Miguel Hernández». gracias a su lealtad, la universalización del poeta Miguel Hernández contribuyó a la difusión de la obra de Abad Miró.

#### Epílogo
El II Congreso Internacional Miguel Hernández se celebró el 2003 y la Comisión Organizadora presentó  con la «Fundación Cultural Miguel Hernández», en el ‘Centro de Estudios Hernandianos de Orihuela’, una exposición en honor de Abad Miró para el año siguiente como reivindicación de su lealtad al poeta pero poniendo en valor su pintura. Comenzó en el Ateneo de Madrid y después fue a Alcoy, Alicante y de nuevo Orihuela, contando con la colaboración de la Universidad Miguel Hernández de Elche y otras entidades. La Diputación de Alicante a través del Instituto Alicantino de Cultura Juan Gil-Albert incluyó su pintura «Hombres solos» (1943) en el ciclo de conferencias del Museo de Bellas Artes Gravina, Una obra en el MUBAG en el año 2010 presentado por Antonio Bonet Correa, director de la Real Academia de Bellas Artes de San Fernando. En año 2011 se celebró una exposición “Tradición y Vanguardia en la pintura alcoyana del siglo XX”  organizada por el ‘Consorcio de Museos de la Comunidad Valenciana’ en colaboración el Ayuntamiento de Alicante comisariado por Adrián Espí, en el que se expusieron obras de Abad Miró, conjuntamente con Polín Laporta, Ramón Castañer Segura o Aitana Martín entre otros. En el año 2014 con motivo del III Marzo Hernandiano una obra de Abad Miró formó parte de la segunda Exposición Miguel Hernández 50x50
  gracias a la Diputación alicantina a través del Instituto Alicantino de Cultura Juan Gil-Albert. y la «Fundación Cultural Miguel Hernández».